# You Like Me Too Much
«You Like Me Too Much» (с англ. — «Ты любишь меня слишком сильно») — песня группы «Битлз», написанная Джорджем Харрисоном и вышедшая на альбоме Help! в 1965 году. В США песня вышла в том же году на альбоме Beatles VI. В марте 1966 года песня была выпущена также на британском мини-альбоме Yesterday.

## История создания
Эта песня — вторая из написанных Дж. Харрисоном для альбома Help!. Изначально планировалось включить песню в саундтрек для одноименного фильма, однако позже от этой идеи отказались. В песне, вероятно, речь идёт об отношениях Харрисона с Пэтти Бойд. В целом, это третья песня Харрисона, написанная для «Битлз» (после «Don’t Bother Me» и «I Need You»).

## Запись песни
Песня была записана в течение четырёхчасовой сессии вечером 17 февраля на студии Abbey Road. В общей сложности было сделано восемь дублей. Партия основного вокала, исполняемая Дж. Харрисоном, и партия баса, исполняемая П. Маккартни, были записаны дважды и смикшированы. Точно так же, как и в песне «The Night Before», записанной в тот же день, Дж. Леннон играет на электрическом фортепиано (модели «Hohner Pianet»).
Вступление к песне сыграно на рояле Steinway одновременно Маккартни и Мартином на разных концах клавиатуры, при этом звук рояля частично искажён за счёт использования вращающегося громкоговорителя Лесли). Считается, что это один из первых случаев использования группой этого трюка, впоследствии они будут использовать его неоднократно. Если внимательно вслушаться во вступление песни, можно расслышать слабый шум от вращающегося диска громкоговорителя.
В записи участвовали:
- Джордж Харрисон — основной вокал, соло-гитара
- Пол Маккартни — бас-гитара, рояль
- Джон Леннон — акустическая ритм-гитара, электрическое фортепиано
- Ринго Старр — ударные, бубен
- Джордж Мартин — рояль